# Lenny Abrahamson
Lenny Abrahamson, all'anagrafe Leonard Abrahamson (Rathfarnham, 30 novembre 1966), è un regista e sceneggiatore irlandese.
È principalmente noto per aver diretto la pellicola drammatica Room (2015), con il quale ha ottenuto la sua prima candidatura al Premio Oscar come miglior regista e per aver diretto l'acclamata serie televisiva Normal People, con il quale ha ottenuto una candidatura al Premio Emmy.

## Biografia
Abrahamson nasce a Rathfarnham, un sobborgo della periferia meridionale di Dublino, in una famiglia ebraica ashkenazita d'origini ucraine per parte paterna (i suoi nonni paterni erano di Odessa) e polacche per quella materna, figlio di Max Abrahamson, un facoltoso avvocato locale, e di Edna Walzman. Non ha mai ricevuto un'educazione religiosa vera e propria in famiglia, per quanto si recasse in sinagoga al seguito dei suoi per le festività religiose ed abbia celebrato, come tradizione ebraica vuole, il proprio bar mitzvah; inoltre è ateo.
Dopo aver abbandonato gli studi di filosofia alla Stanford University seguiti grazie ad una borsa di studio, inizia a dirigere spot pubblicitari, filmando una serie di popolari spot della Carlsberg. Nel 2004 debutta al cinema con Adam & Paul, una commedia nera rappresentante la storia di due eroinomani. Il suo film successivo Garage vede Pat Short nel ruolo di un benzinaio nell'irlanda rurale. Entrambi i film vinsero l'IFTA per il miglior film. Nel 2007 l'RTÉ affida ad Abrahamson la miniserie Prosperity, scritta in collaborazione con Mark O'Halloran, sceneggiatore di Adam and Paul e Garage. Nel 2012 Abrahamson vince il suo terzo IFTA per il miglior film con Cosa ha fatto Richard.
Nel 2013 dirige Frank, con Michael Fassbender come protagonista, presentato al Sundance Film Festival nel gennaio 2014. Il film rappresenta un eccentrico musicista liberamente ispirato al personaggio di Frank Sidebottom, alter ego del musicista e comico britannico Chris Sievey. Il film è stato presentato in anteprima italiana alla decima edizione del Biografilm Festival di Bologna, dove è stato premiato con il Biografilm Europa Audience Award 2014. Sempre nel 2014 a Biografilm Festival si è tenuta la prima retrospettiva italiana ufficiale dedicata all'opera di Lenny Abrahamson.
Nel 2016 riceve la sua prima candidatura agli Oscar come miglior regista per il suo nuovo film Room, tratto dal romanzo Stanza, letto, armadio, specchio della scrittrice irlandese Emma Donoghue. Il film ha ricevuto anche altre tre nomination: miglior film, miglior sceneggiatura non originale a Emma Donoghue e infine miglior attrice protagonista a Brie Larson, vincendo il premio in quest'ultima categoria.

## Filmografia

### Regista

#### Cinema
- Adam & Paul (2004)
- Garage (2007)
- Cosa ha fatto Richard (What Richard Did) (2012)
- Frank (2014)
- Room (2015)
- L'ospite (The Little Stranger) (2018)

#### Televisione
- Prosperity – miniserie TV (2007)
- Chance – serie TV, 2 episodi (2016)
- Normal People – miniserie TV, 6 puntate (2020)
- Conversations with Friends – miniserie TV, 12 puntate (2022)

#### Cortometraggi
- 3 Joes (1991)

## Riconoscimenti
- Premio Oscar
  - 2016 – Candidatura al miglior regista per Room

- Festival di Cannes
  - 2007 – Premio C.I.C.A.E. per Garage

- Irish Film and Television Award
  - 2004 – Miglior regista cinematografico per Adam & Paul
  - 2008 – Miglior regista televisivo per Prosperity
  - 2008 – Miglior regista cinematografico per Garage
  - 2013 – Miglior regista cinematografico per Cosa ha fatto Richard
  - 2015 – Miglior regista cinematografico per Frank

- Premio Emmy[7]
  - 2020 – Candidatura alla miglior regia in una miniserie o film per la televisione per Normal People (per l'Episodio 5)

- Satellite Award
  - 2015 – Candidatura al miglior regista per Room

- Torino Film Festival
  - 2007 – Premio della città di Torino per Garage